# Ciliogènesi
La ciliogènesi és defineix com la formació o construcció d'antenes cel·lulars (cilis primaris) o mecanismes de control de fluids extracel·lulars (cilis motors). Inclou la formació i degeneració de cilis durant el cicle cel·lular. Els cilis són orgànuls importants de les cèl·lules, que estan implicats en nombroses activitats com la senyalització de cèl·lula, processant senyals del desenvolupament, i dirigint el flux de fluids com la mucositat per sobre i al voltant de les cèl·lules. A causa de la importància d'aquests processos cel·lulars, els defectes en la ciliogènesi poden provocar nombroses malalties humanes relacionades amb la disfunció dels cilis. La ciliogènesi també pot jugar una funció en el desenvolupament de la tendència a ser esquerrà o dretà en éssers humans.

## Formació dels cilis
La ciliogènesi té lloc a través d'un conjunt ordenat d'etapes. Inicialment, els cossos basals dels centríols han d'emigrar a la superfície de la cèl·lula i unir-se al còrtex cel·lular. Pel camí, els cossos basals es subjecten a la membrana de les vesícules i la membrana vesicular es fon amb la membrana plasmàtica de la cèl·lula. La fusió amb la membrana plasmàtica es probablement el que forma la membrana dels cilis. La alineació dels cilis en formació ve determinada pel posicionament original i l'orientació dels cossos basals. Una vegada que s'ha determinat l'alineació, els microtúbuls de l'axonema s'estenen des del cos basal i se situen sota la membrana ciliar en desenvolupament, formant el cili.
Les proteïnes han de ser sintetitzades al citoplasma de la cèl·lula, no podent ser sintetitzades dins del cili. Perquè el cili assoleixi la seva longitud, s'han d'importar de forma selectiva proteïnes des del citoplasma fins al cili i transportar-les a l'extrem d'aquest per transport intraflagel·lar (IFT). Una vegada el cili està completament format, es continua incorporant tubulina nova a la punta del cili. Tanmateix, el cili no s'allarga més enllà perquè la tubulina més vella és degrada simultàniament. Això requereix un mecanisme actiu que manté la longitud del cili. Les disfuncions d'aquests mecanismes poden afectar la motilitat de la cèl·lula i la senyalització entre cèl·lules.

## Tipus de ciliogènesi
La majoria de cilis (també coneguts com a flagels) es formen com un compartiment separat de la cèl·lula en un procés anomenat ciliogènesi compartimentada. Tanmateix, els flagels, un tipus específic de cili que es troba a l'esperma és forma d'una manera única, que s'anomena ciliogènesi citoplasmàtica, a causa que en aquest tipus de ciliogènesi, el cili es forma al citoplasma o està exposat al citoplasma.

## Ciliopaties
Els defectes ciliars poden conduir a una amplia gamma de malalties humanes conegudes ciliopaties que són causades per mutacions en les proteïnes ciliars. Algunes de les ciliopaties més comunes són la disquinèsia ciliar primària, la hidrocefàlia, la poliquistosi hepàtica, la poliquistosi renal, i algunes formes de degeneració de la retina. Algunes investigacions han mostrat que les mutacions de proteïnes ciliars poden conduir a desenvolupaments i fenotips d'adult com la nefronoftisis, la síndrome de Bardet-Biedl, la síndrome d'Alstrom i la síndrome de Meckel-Gruber.

## Control
Les cèl·lules utilitzen el seu cilis per propòsits diferents, com la senyalització sensorial o el moviment de fluids. Per aquesta raó, quan es forma un cili i quina és la seva duració són aspectes que varien de cèl·lula a cèl·lula. Els processos que controlen la formació ciliar, la seva degradació, i la seva longitud han de ser regulats d'alguna manera que asseguri que cada cèl·lula és capaç de realitzar les seves tasques necessàries.

### Formació i Extracció
Mentre la cèl·lula que conté el cili passa pel cicle cel·lular, ciliogènesi ha de ser regulada. Els cilis es formen generalment durant l'etapa G1 del cicle cel·lular i es desmunten durant la mitosi. No es coneix perquè els cilis es formen i desmunten, encara que es creu que la presència de cilis pot interferir amb la mitosi i, per tant, es desmunten abans que aquesta tingui lloc.
Les cèl·lules que s'han dividit recentment i es troben en la fase G0 del cicle cel·lular no tenen cilis. Durant la fase G1, el centríol de la cèl·lula mare es subjecta al còrtex cel·lular i forma el cili. Durant la fase de síntesi (fase S), els centríols de la cèl·lula mare i de la filla (centríols nous) es dupliquen i es formen nous centríols. Abans que la mitosi tingui lloc, els cilis són reabsorbits per la cèl·lula. Després que la cèl·lula original es divideixi en les dues cèl·lules noves, el cilis es tornen a formar dins les cèl·lules després que les noves cèl·lules entrin en la fase G1.

### Longitud
Cada tipus de cèl·lula té una longitud òptima específica pels seus cilis. Per això, la longitud del cilis ha de ser regulada per assegurar una funció òptima de la cèl·lula. Alguns dels mateixos processos que solen controlar la formació i extracció dels cilis (com IFT) estan pensats per controlar la longitud dels cilis. El control de la longitud ciliar és molt important perquè afecta a com la cèl·lula és capaç d'utilitzar-los per moure fluid sobre la seva superfície o transmetre senyals cel·lulars. Els defectes en la longitud ciliar poden causar diverses ciliopaties. Per exemple, se sap que proteïnes que causen la síndrome de Meckel–Gruber afecten al control de la longitud ciliar. Tanmateix, els mecanismes que afecten el control de longitud ciliar encara no s'entenen prou bé. Fins que no s'entenguin, serà difícil determinar com els defectes en la longitud ciliar poden relacionar-se amb malalties i síndromes ciliopàtics.